# Silvio Gava
Silvio Gava, italijanski politik, * 25. april 1901, Vittorio Veneto, † 23. december 1999, Rim.
Gava je v svoji politični karieri bil: minister za pravosodje Italijanske republike (1968-69, 1969-70), minister za ekonomijo in finance Italijanske republike (1953-54, 1954, 1954-55, 1955-56) in senator (1948-72).